# You Wear Those Eyes
You Wear Those Eyes (с англ. — «У Тебя Такие Глаза») — песня американской рок-группы The Cars, восьмой трек с альбома Panorama.

## О песне
Песня была написана вокалистом, ритм-гитаристом и автором песен Риком Окасеком. Продюсером выступил Рой Томас Бейкер. В этой песне куплеты поёт басист и вокалист Бенджамин Орр, а припев — Рик Окасек. Это одна из четырёх песен, в которой есть вокал как Окасека, так и Орра (три другие — Since I Held You, It’s Not the Night и You Are the Girl). Также в некоторых демо есть вокал обоих (I'm in Touch with Your World, Shake It Up).
Тим Сендра из AllMusic в положительном обзоре сказал:"Ночная баллада "You Wear Those Eyes" — прекрасная предшественница 'Drive'".

## Живые выступления
"You Wear Those Eyes" впервые была сыграна 28 ноября 1980 года в Нью-Йорке во время Panorama Tour. Возможно была сыграна ещё в это время. Как многие песни из Panorama, "You Wear Those Eyes" больше не исполнялась вживую после тура Panorama Tour.

## Участники записи
- Рик Окасек — ритм-гитара, вокал, бэк-вокал
- Эллиот Истон — соло-гитара, бэк-вокал
- Бенджамин Орр — бас-гитара, вокал, бэк-вокал
- Дэвид Робинсон — ударные, перкуссия
- Грег Хоукс — клавишные, бэк-вокал